# اچ‌ام‌اس شیرواتر (۱۹۰۰)
اچ‌ام‌اس شیرواتر (۱۹۰۰) (به انگلیسی: HMS Shearwater (1900)) یک کشتی بود که طول آن ۲۰۴ فوت (۶۲ متر) بود. این کشتی در سال ۱۹۰۰ ساخته شد.